# Glaux
Glaux is een geslacht van overblijvende kruiden uit de sleutelbloemfamilie (Primulaceae), inheems in Europa en Noord-Amerika.
Het melkkruid (Glaux maritima) is een zeldzame plant in België en Nederland.
Door sommige botanici worden de soorten uit dit geslacht bij zustergeslacht Lysimachia ingedeeld.

## Naamgeving en etymologie
De botanische naam Glaux is afkomstig uit het Oudgrieks (γλαύξ) en betekent 'uil'.

## Kenmerken
Het zijn overblijvende, kruidachtige planten of dwergstruiken met een dicht bebladerde stengel. In tegenstelling tot de meeste leden van de sleutelbloemenfamilie zijn de bloemen bij Glaux ongesteeld, zittend in de bladoksels, en ontbreekt de kroon. De kelkbladeren zijn gekleurd.

## Habitat en verspreidingsgebied
Glaux is inheems in Europa en Noord-Amerika. Het geslacht komt vooral langs de kustlijn voor, voornamelijk op natte en moerassige bodems, soms zelfs in zoet water.

## Soorten
Het geslacht telt vijf soorten. De typesoort is Glaux maritima.
- Glaux acutifolia  A.Heller
- Glaux astragaloides Medik.
- Glaux generalis E.H.L.Krause
- Glaux maritima L. (Melkkruid)
- Glaux spicata Phil. ex R.Knuth

... · 
Anagallis (Guichelheil) · 
Androsace (Mansschild) · 
Ardisia · 
Centunculus · 
Coris · 
Cortusa · 
Cyclamen (Cyclaam) · 
Dionysia · 
Glaux · 
Hottonia · 
Lysimachia (Wederik) · 
Myrsine · 
Primula (Sleutelbloem) · 
Samolus · 
Soldanella (Kwastjesbloem) · 
Trientalis · 
Vitalania · 
...